# Титан-4
Титан-4 — сімейство американських ракет-носіїв (в нього входять ракети Titan-IVA і Titan-IVB, які відрізняються типом стартових прискорювачів), останній представник сімейства ракет-носіїв Титан. Ракети цього сімейства запускалися як з космодрому на мисі Канаверал, так і з Ванденбергу. Ці ракети вважались найбільшими ракетами, які використовували US Air Force
На початку 90 років 20 століття вартість усього проекту за 16 років оцінювалась у 18.3 мільярдів $, що відповідає 32.6 мільярдам $ у цінах 2012 року). Вартість останнього запущеного Титана-IVA становила приблизно 1.3 мільярда доларів.

## Особливості
Титан-IV був створений для виведення супутників так званого класу «Титан-Шатлл», тобто супутників, створених із розрахунку виведення системою Спейс-Шаттл. Обидві ракети серії Титан-IV могли запускатись як без прискорювального блоку (для виведення важких супутників на НОО), так і з прискорювальним блоком Кентавр (або IUS) (для виводу супутників на геоперехідні і геостационарні орбіти). Сама ракета складається з двох рідинних ступенів, що працюють на висококиплячих компонентах палива (однакових для Titan-IVA і Titan-IVB) і двох твердопаливних прискорювачів (різних для Titan-IVA і Titan-IVB). Вибір стартового майданчика (Канаверал чи Ванденберг) залежить від нахилу тієї орбіти, на яку потрібно було вивести корисне навантаження (для виводу супутників на геостаціонарну та інші малонахилені орбіти запуск проводився з Канаверала, а для виводу на полярну орбіту та інші високонахилені орбіти використовувалась авіабаза Ванденберг).
Спочатку існував проект використання для паливних баків не алюмінію, а спеціального алюміній-літієвого сплаву, який має меншу питому вагу. Для ракет сімейства Titan-IV цей сплав не використовувався, хоча і застосовувався для зовнішнього паливного бака Шаттла при польотах до станції Мир.
Єдиним запуском ракет серії Titan-IV, який був виконаний не для USAF, був запуск міжпланетної станції Кассіні у 1997 році.